# 2015年9月逝世人物列表
2015年逝世人物列表：1月 - 2月 - 3月 - 4月 - 5月 - 6月 - 7月 - 8月 - 9月 - 10月 - 11月 - 12月
2015年9月逝世人物列表，是用于汇总2015年9月期间逝世人物的列表。

## 依日期排序

### 30日
- 安特耶·胡伯（德语：Antje Huber），91歲，德國政治人物，前德國聯邦家庭事務、老年、婦女及青年部部長。[1]
- 唐納德·西韋爾（Donald Seawell），103歲，美國戲劇製片人和報紙出版商。[2]

### 29日
- 努瓦夫·賓·阿卜杜勒-阿齊茲·沙特（英语：Nawwaf bin Abdulaziz Al Saud），83歲，沙特阿拉伯王子，前沙特阿拉伯情報總局（英语：Al Mukhabarat Al A'amah）局長。[3]
- 菲爾·伍茲（Phil Woods），83歲，美國薩克斯手，死於肺氣腫。[4]
- 山內久（日语：山内久），90歲，日本劇作家。[5]

### 28日
- 弗蘭克·馬丁努斯·阿里昂（英语：Frank Martinus Arion），78歲，荷属安的列斯作家。[6]
- 邁克爾·伯吉斯（英语：Michael Burgess (singer)）（Michael Burgess），70歲，加拿大男高音，死於癌症。[7]
- 伊格納西奧·左左（英语：Ignacio Zoco），76歲，西班牙足球運動員（皇家马德里）。[8]
- Alex King，(年歲不明)，《WordPress》 开发者之一，死於癌症。[9]

### 27日
- 漪然，本名戴永安，38歲，中國兒童文學作家，死於褥疮癌变。[10]
- 賽義德·艾哈邁德（英语：Syed Ahmed (politician)）（Syed Ahmed），70歲，印度政治人物，前贾坎德邦總督，死於癌症。[11]
- 理查·瑞沃特（Richard Rainwater），71歲，美國投資家。[12]
- 蔣培坤，82歲，中國學者、「天安門母親」發起人丁子霖的丈夫。[13]
- 约翰·吉勒明（John Guillermin），89岁，英国电影导演、作家及电影制作人，死於心脏病。[14]

### 26日
- 曼努埃爾·奧爾特拉（英语：Manuel Oltra），93歲，西班牙作曲家，死於肺炎。[15]
- 霍馬·魯斯塔（英语：Homa Rousta），69歲，伊朗女演員，死於癌症。[16]

### 25日
- 文炳蘭（朝鲜语：문병란），80歲，韓國詩人。[17]
- 高橋一郎（日语：高橋一郎 (衆議院議員)），89歲，日本政治人物，前自由民主党众议院議員，死於心臟衰竭。[18]
- 克里斯托弗·傑克遜（英语：Christopher Jackson (keyboardist)）（Christopher Jackson），67歲，加拿大音樂家，死於肺癌。[19]
- 喬·威爾遜（英语：Joe Wilson (footballer, born 1937)）（Joe Wilson），78歲，英國足球運動員（沃金頓、伍尔弗汉普顿流浪）。[20]
- 林弘宣，73歲，台湾黨外運動人士，美麗島事件受難者。[21]

### 24日
- 川島直美（日語：川島 なお美），54歲，日本女演員，死於胆管癌。[22]
- 王仲殊，80岁，中国考古学家，中国社会科学院考古所原所长，病逝。[23]
- 保羅·卡尼（Paul Carney），72歲，愛爾蘭高等法院法官。[24]
- 埃利斯·考特（英语：Ellis Kaut），94岁，德國作家。[25]
- Samfree，本名佐野贵幸（日語：佐野 貴幸），31歲，日本音樂製作者，《LukaLuka★NightFever》的創作人。[26]
- 幸益真，48歲，中華民國高山嚮導，猝死。[27]
- 福島菊次郎（日語：福島 菊次郎），94歲，日本攝影家。[28]

### 23日
- 中村勝廣（日语：中村勝広），66歲，日本職業棒球選手，前阪神虎总经理。[29]
- 邁克·吉布森（英语：Mike Gibson (sports journalist)）（Mike Gibson），85歲，澳洲體育記者和廣播員。[30]
- 丹尼斯·宋聶（英语：Denis Sonet），89歲，法國天主教神父和婚姻顧問。[31]

### 22日
- 尤吉·貝拉（英語：Lawrence Peter "Yogi" Berra），90歲，前美國職棒大聯盟的捕手、總教練，睡夢中過世[32]。
- 阿里·薩利姆（英语：Ali Salem），79歲，埃及作家。[33]
- 理查德·G·斯科特（Richard G. Scott），86歲，美國牧師、摩門教使徒（英语：Apostle (Latter Day Saints)）。[34]
- 王勁鈞，中華民國空軍少校，AT-3教練機飛行訓練時發生事故身亡。（遺體發現日期為26日，後證實失事當日罹難）[35]
- 黃俊榮，中華民國空軍中尉，AT-3教練機飛行訓練時發生事故。（遺體發現日期為26日，後證實失事當日罹難）[35]
- 吴方，82岁，中国科学院数学与系统科学研究院应用数学研究所原所长、研究员。[36]
- 傑洛·馬克，89岁，波兰短跑运动员。[37]

### 21日
- 本·考利（Ben Cauley），67歲，美國小號演奏家和歌手。[38]
- 埃斯特·戈拉爾（Esther Golar），71歲，美國政治人物，前伊利诺伊州众议院議員，死於癌症。[39]

### 20日
- 松原徹（日语：松原徹），58歲，日本勞工運動人士，前日本職業棒球球員協會（日语：日本プロ野球選手会）事務局長。[40]
- 卡门·巴尔塞伊丝（西班牙語：Carmen Balcells），85歲，西班牙文學代理商。[41]
- C·K·威廉斯（C. K. Williams），78歲，美國詩人，普利策诗歌奖得主（2000），死於多發性骨髓瘤。[42]

### 19日
- 拉希德·穆罕默德·拉希德·马克图姆（阿拉伯語：الشيخ راشد بن محمد آل مكتوم），33岁，阿联酋迪拜酋长穆罕默德·本·拉希德·阿勒马克图姆的长子，死於心脏病。[43]
- 鹽川正十郎（日語：塩川 正十郎），93歲，日本政治人物，前眾議院議員、運輸大臣及財務大臣，死於肺炎。[44]
- 黑木奈奈（日語：黒木 奈々），32岁，日本NHK新闻主播（2011-2015），死於胃癌。[45]
- 张鹤龄，84岁，内蒙古大学生命科学学院教授，内蒙古大学生物系原系主任，内蒙古自治区微生物学会原副理事长。[46]

### 18日
- 马里奥·本杰明·梅内德斯（英语：Mario Benjamín Menéndez），85岁，阿根廷军官，曾在1982年马岛战争中担任马尔维纳斯群岛的军政长官（西班牙語：Gobernador Militar de las Islas Malvinas）[47]
- 詹姆斯·R·霍克（James R. Houck），74歲，美國天體物理學家。[48]
- 金花蘭（韓語：김화란），52歲，韓國演員。[49]

### 17日
- 德特馬·克拉默（德語：Dettmar Cramer），90歲，德國前足球運動員及教練，曾率領拜仁慕尼黑於1975年和1976年兩奪歐洲冠軍盃，并曾担任日本国家足球队主教练，人稱「日本現代足球之父」。[50]
- 米洛·漢密爾頓（Milo Hamilton），88歲，美国全國廣播名人堂（英语：National Radio Hall of Fame）解說員（休士頓太空人）。[51]
- 喬·麥登（Joe Maiden），74歲，英國園藝學家，死於前列腺癌。[52]

### 16日
- 蓋伊·貝阿特（英语：Guy Béart），85歲，法國創作歌手，死於心臟病。[53]
- 克洛維斯·費爾南德斯（西班牙語：Clovis Fernandes），60歲，巴西球迷，曾連續24年拿著複製的大力神盃每逢巴西國家隊出賽時觀賽，人稱巴西「第十二人」，死於癌症。[54]
- 奧弗頓·詹姆斯（Overton James），90歲，美國教育家和政治人物，前契卡索民族（英语：Chickasaw Nation）部落領袖。[55]
- 安东尼·凯文·莫莱斯（英語：Anthony Kevin Morais），55岁，马来西亚总检察长办公室副检察司，被谋杀。（尸体发现日期）[56]

### 15日
- 司永建，92歲，日本演員，死於胰腺癌。[57]
- 湯米·湯普森（英语：Tommy Thompson (footballer, born 1928)），86歲，英國足球運動員（阿士東維拉、普雷斯顿）。[58]
- 蘭迪·懷爾斯（Randy Wiles），64歲，美國棒球運動員（芝加哥白襪），死於癌症。[59]

### 14日
- 史蒂夫·邁林格（Steve Meilinger），84歲，美國美式足球運動員（华盛顿红皮、绿湾包装工、匹兹堡钢人）。[60]
- 米萊·諾瓦科維奇（英语：Mile Novaković），65歲，塞爾維亞少將，塞爾維亞克拉伊納共和國陸軍（英语：Army of the Republic of Serb Krajina）軍官。[61]
- 科爾內留·瓦迪姆·都鐸（英语：Corneliu Vadim Tudor），65歲，羅馬尼亞政治人物、記者和編輯，前歐洲議會議員，死於心臟病。[62]

### 13日
- 貝蒂·拉戈（英语：Betty Lago），60歲，巴西女演員，死於膽囊癌。[63]
- 摩西·馬龍（英語：Moses Eugene Malone），60歲，前NBA中鋒，死於心臟病。[64]。
- 加里·里希拉特（Gary Richrath），65歲，美國吉他手和詞曲作者（快速马车合唱团）[65]
- 八木昌子（日语：八木昌子），77歲，日本女演員。[66]

### 12日
- 张煦，101岁，中国通信工程学家，中国科学院院士。[67]
- 阿德里安·弗鲁提格（德語：Adrian Frutiger），87岁，瑞士字体设计师[68]。
- 朗·史宾格（Ron Springett），80岁，英格蘭前職業足球運動員。[69]
- 馬爾科姆·格雷厄姆（英语：Malcolm Graham (footballer)）（Malcolm Graham），81歲，英國足球運動員（巴恩斯利、莱顿东方、女王公园巡游者）。[70]

### 11日
- 雷佐·切伊什維利（英语：Rezo Cheishvili），82歲，格魯吉亞作家。[71]
- 羅伊·馬布爾（Roy Marble），48歲，美國籃球運動員（亚特兰大老鹰、丹佛掘金），死於肺癌。[72]
- 丹尼斯·保羅·赫伯特（Dennis Paul Hebert），88歲，美國政治人物，前路易斯安那州眾議院坦吉帕霍阿堂区議員。[73]

### 10日
- 約翰·康奈爾（英语：John Connell (actor)）（John Connell），91歲，美國演員。[74]
- 佛朗哥·因泰倫吉（英语：Franco Interlenghi），83歲，意大利演員。[75]
- 锁飞，54岁，中共云南省曲靖市委书记，死於突发疾病。[76]
- 陳瀚弘，11岁，學生，死於自殺。[77]

### 9日
- 史正良，69岁，中国川菜厨师，被称为“川菜掌门人”，死於车祸。[78]
- 弄·布雷（Lane Bray），86歲，美國政治人物，前华盛顿州众议院（英语：Washington House of Representatives）議員。[79]
- 小埃納爾·H·英格曼（Einar H. Ingman, Jr.），85歲，美國士兵，榮譽勳章獲得者。[80]

### 8日
- 麥仕德（英語：Ronald McAlister），92歲，英國陸軍將領，駐港英軍副司令兼啹喀旅少校（1975年－1977年）。[81]
- 诸志祥，74岁，中国作家，动画《黑猫警长》作者。[82]
- 梅爾夫·阿德爾森（Merv Adelson），85歲，美國電視製片人，死於癌症。[83]
- 羅勒·H·約翰斯頓（Basil H. Johnston），86歲，加拿大作家。[84]

### 7日
- 蘇珊·艾倫（英语：Susan Allen (musician)）（Susan Allen），64歲，美國豎琴家，死於腦癌。[85]
- 海伦·彭斯·杰克逊（Helen Burns Jackson），91歲，美國民權活動家杰西·杰克逊（Jesse Jackson）的母亲。[86]

### 6日
- 讓·達林（Jean Darling），93歲，美國默片女演員。[87]（死亡公布日期）
- 拉爾夫·米爾恩（Ralph Milne），54歲，蘇格蘭足球運動員（邓迪联、曼徹斯特聯），死於肝病。[88]
- 彼得·沃克（英语：Peter Walker (RAF officer)）（Peter Walker），65歲，英國皇家空軍軍官，前根西副總督（英语：Lieutenant Governor of Guernsey）。[89]

### 5日
- 竹內黎一（日语：竹内黎一），89歲，日本政治人物，前自由民主党众议院議員，死於器官衰竭。[90]
- 基因·埃爾斯頓（Gene Elston），93歲，美國職業棒球大聯盟廣播員（休士頓太空人）。[91]
- 小林陽太郎（日語：小林 陽太郎），82歲，日本富士施樂公司前社長，“新日中友好21世紀委員會”首屆日方主席。死於左側慢性膿胸。[92]
- 原節子（日語：原 節子），日本電影女演員，死於肺炎。[93]

### 4日
- 杰弗里·博爾頓（Geoffrey Bolton），83歲，澳洲歷史學家。[94]
- 沃倫·墨菲（Warren Murphy），81歲，美國作家。[95]

### 3日
- 张震，100岁，中央军委原副主席，中华人民共和国开国中将，1988年被授予上将军衔。[96]
- 張德拉·巴哈杜爾·丹奇，75歲，金氏世界紀錄認可之世界上最矮的成年人。[97]
- 安德魯·阿什曼（Andrew Ashman），49歲，英國帆船愛好者，參加2015年克利伯環球帆船賽的IchorCoal號帆船船員，在比賽途中被船帆擊中身亡。[98]
- 萊昂·戈爾曼（Leon Gorman），80歲，美國商人，L.L.Bean（英语：L.L.Bean）前董事長與總裁，死於癌症。[99]

### 2日
- 查爾斯·基岩菲（Charles Gyamfi），85歲，加納足球教練。[100]
- 包勤，75岁，荷兰足球教练。[101]
- 艾蘭·庫迪，3岁，叙利亚难民，淹死。[102]

### 1日
- 古爾根·達里巴爾塔揚（英语：Gurgen Dalibaltayan），89歲，亞美尼亞上校-將軍。[103]
- 迪恩·瓊斯（Dean Jones），84歲，美國男演員，死於柏金遜症。[104]
- 安東尼奧·尼爾塔（英语：Antonio Nirta），96歲，意大利有組織犯罪頭目（圣卢卡光榮會）。[105]
- 亞歷山大·斯蒂普切維奇（英语：Aleksandar Stipčević），84歲，克羅地亞的伊利里亞人歷史學家。[106]
- 祁烽，96歲，原新华社香港分社副社长、广东省政协原副主席。[107]